# I Will Be Here
I Will Be Here is een nummer van de Nederlandse dj Tiësto, in samenwerking met de Australische groep Sneaky Sound System. Het is de eerste single van Tiësto's vierde studioalbum Kaleidoscope.
Het nummer haalde enkel in Nederland te hitlijsten. Het werd een Alarmschijf, maar desondanks geen grote hit, het bleef steken op een 28e positie in de Nederlandse Top 40.